# 권제
권제(權踶, 1387년 ∼ 1445년)는 조선 초기의 문신·학자이다. 본관은 안동(安東), 초명은 도(蹈), 자는 중의(仲義)·중안(仲安), 호는 지재(止齋), 시호는 문경(文景)이다.

## 생애
1387년 양촌 권근의 아들로 태어났다. 초기에 개국공신의 아들로서 음서 제도로 관직에 나가 경승부 주주(敬承府主簿)에 보직되었고, 여러번 옮겨서 사헌부 감찰이 되었다가 당시 사헌부 대사헌과 의견이 충돌하여 파면되었다. 그 뒤 친시(親試) 문과에 장원 제1등으로 합격, 사간원 우헌납(司諫院右獻納)에 임명되었다.
그 뒤 병조정랑, 예문관 응교를 거쳐 성균 사예(成均司藝)에 임명되었다. 1418년 태종이 양녕대군을 폐하고 세종을 세자로 임명하자 의정부사인(舍人)으로 있다가 전사 소윤(典祀少尹) 겸 세자 좌문학(世子左文學)으로 임명되어 세자의 보도를 담당하였다.
세종 즉위 후 1419년 사헌부 집의에 임명되고, 그 뒤 명나라에 사은사(謝恩使)가 파견될 때 경녕군 이비의 서장관(書狀官)이 되어 북경에 다녀왔다. 귀국 후 승정원 동부대언(同副代言)에 임명되었다가 좌대언(左代言)에 오르고, 그 뒤 모친상을 당하여 사직했다. 그 뒤 3년상을 마치고 집현전 부제학으로 제수되었다가 갑자기 예조 참판에 임명되었고, 여름에는 대사헌으로 옮겼으며, 겨울에는 함길도 도관찰사가 되어 나갔다가 사건으로써 진천(鎭川)군수로 나갔다.
그 뒤 관직에 복귀하여 평안도 도관찰사가 되었으나 이듬해 병으로써 해면되었다. 1430년 경창부윤(慶昌府尹)에 임명되었다가 사건으로서 배천(白川)으로 폄출되었다. 1432년 경기도관찰사가 되었다가 동년 가을에 병으로 사직하고, 1433년 봄에 다시 예조 판서에 임명되고, 1435년 이조 판서에 임명되었다. 이로부터 문한(文翰)을 맡고, 1437년 세종의 왕명을 받고 김종서, 신숙주, 정인지 등과 함께 《고려사》(高麗史)를 편수하는데 참여하였으며, 예조 판서로 옮겼다가 1438년 명나라에 계품사(計稟使)가 파견될 때 계품사 혜령군 이정의 부사(副使)로 임명되어 계품부사로 북경에 가서 칙서를 받들고 돌아오니, 토지와 종을 하사받고, 예문관 대제학, 중추원 사로 옮겼다.
1439년 겨울, 조카 권담이 이혼한 전처의 딸에게 노비를 나누어 줄 때 증인이 된 것이 문제가 되어 원주(原州)목사로 폄출되었다가 수개월 뒤 내직으로 돌아와 세종의 특명으로 산질(散秩)로서 그대로 《고려사》를 편수했다.
1440년 봄에 동지중추원사가 되었다가 중추원사(院使)에 오르고, 1443년 의정부 좌참찬 겸 판이조사(判吏曹事)에 임명되고, 우찬성으로 승진하였다. 그해 3월에 종병(瘇病)을 앓으니, 임금이 명하여 의원에게 집에 가서 약을 공급하게 하고, 또 날마다 내의(內醫)를 보내어 문병하게 하며, 병이 위독하여지자, 특별히 맏아들 권지(權摯)에게 한 계급을 뛰어 벼슬을 제수하였다.
오래 병석에 누워있다가 1445년에 59세로 사망하였다. 세종은 이틀 동안 조시(朝市)를 정지했고 관에서 장사를 도왔다. 시호(諡號)를 문경(文景)이라 하였으니, 널리 듣고 많이 본 것이 문(文)이고, 의(義)로 말미암아 구제함이 경(景)이다.

## 저서
- 〈지재집〉(止齋集)
- 〈역대년세가〉(歷代年世歌)
- 〈영가연괴집〉(永嘉連魁集)

## 평가와 비판
실록에 의하면 그는 총명하고 학문이 넓으며, 말을 잘하고 시사(時事)를 말하기를 좋아하였다 한다. 그러나 기생들을 거느리는 것을 좋아하여 기첩(妓妾)에게 혹하여 본처를 소홀히 하기도 했고 작은 일에 화를 잘내어 본처와 싸우는 일이 잦았는데 이를 말리는 아들 권람을 홧김에 때리기도 하였으나 본처와 이혼한 뒤 딸과 첩이 얼마 못가 중병으로 사망했는데도 불구하고 처자(妻子)를 대접하기를 매우 박하게 하여 가도(家道)가 바르지 못하니, 세상사람들이 이를 좋지 않게 여겼다.

## 가족
- 증조부 : 권고(權皐) 
  - 조부 : 권희(權僖)
    - 부 : 권근(權近)
      - 아내 : 경주 이씨(慶州李氏), 검교판한성부사(檢校判漢城府事) 이휴(李携)의 딸
        - 아들 : 권지(權摯)
        - 아들 : 권람(權擥)
        - 아들 : 권반(權攀)
        - 아들 : 권마(權摩)
        - 아들 : 권혈(權挈)
        - 아들 : 권경(權擎)
        - 서자 : 권추(權揫)